# استان قرقلرایلی
استان قرقلرایلی (ترکی استانبولی: Kırklareli ili) استانی در شمال غربی ترکیه در ساحل غربی دریای سیاه است. این استان از شمال با بلغارستان در امتداد یک مرز طولانی ۱۸۰کیلومتر (۱۱۰ مایل) همسایه است. از غرب با استان ادرنه و از جنوب با استان تکیرداغ و از جنوب شرقی با استانبول هم‌مرز است. قرقلرایلی مرکز استان است. نام این استان و شهر مرکزی آن در زبان ترکی به معنای سرزمین دهه چهل است و ممکن است به چهل غازی عثمانی که توسط سلطان مراد اول برای تسخیر شهر برای امپراتوری عثمانی در قرن چهاردهم فرستاده شده‌است یا به چهل کلیسا اشاره داشته باشد. گزارش شده‌است که قبل از فتح عثمانی‌ها در این منطقه واقع شده‌است، همان‌طور که با نام قبلی کیرکلارلی (چهل کلیسا در ترکی؛ Σαράντα Εκκλησιές) گواهی می‌دهد. بنای یادبودی در بالای تپه ای در شهر کرکلارلی وجود دارد که به نام "Kırklar Anıtı" (یادبود دهه چهل در ترکی) به افتخار فاتحان عثمانی می‌گویند (برای اطلاعات بیشتر در مورد ریشه این نام، به کرکلارلی مراجعه کنید). این استان توسط رشته کوه ستاره (ایسترنکا) به دو نیم تقسیم شده‌است. نواحی شمالی و شمال شرقی این استان از کم جمعیت‌ترین و توسعه یافته‌ترین مناطق ترکیه هستند. ولسوالی‌های جنوب و غرب پرجمعیت‌تر هستند، زیرا زمین برای توسعه کشاورزی و صنعتی مناسب‌تر است. بخش‌های شمالی و شرقی استان تحت سلطه جنگل هاست؛ بنابراین جنگلداری وسیله مهمی برای زندگی در این مناطق است. ماهیگیری در سواحل دریای سیاه انجام می‌شود.
قرقلرایلی مرکز استان است، اما لوله‌بورگاس بزرگ‌ترین شهر استان است.

## تاریخ
این استان جزو دومین بازرسی کل بود که در ۱۹ فوریه ۱۹۳۴ تأسیس شد و استان‌های ادرنه، چاناک‌قلعه، قرقلرایلی، تکیرداغ را گسترش داد. این سازمان توسط یک بازرس کل اداره می‌شد که دارای اختیارات گسترده‌ای در زمینه مسائل غیرنظامی، نظامی و آموزشی بود. دفتر بازرسی کل در سال ۱۹۴۸ متروک شد، اما چارچوب قانونی سازمان بازرسی کل تنها در سال ۱۹۵۲، تحت حکومت حزب دمکرات لغو شد.

## کشاورزی

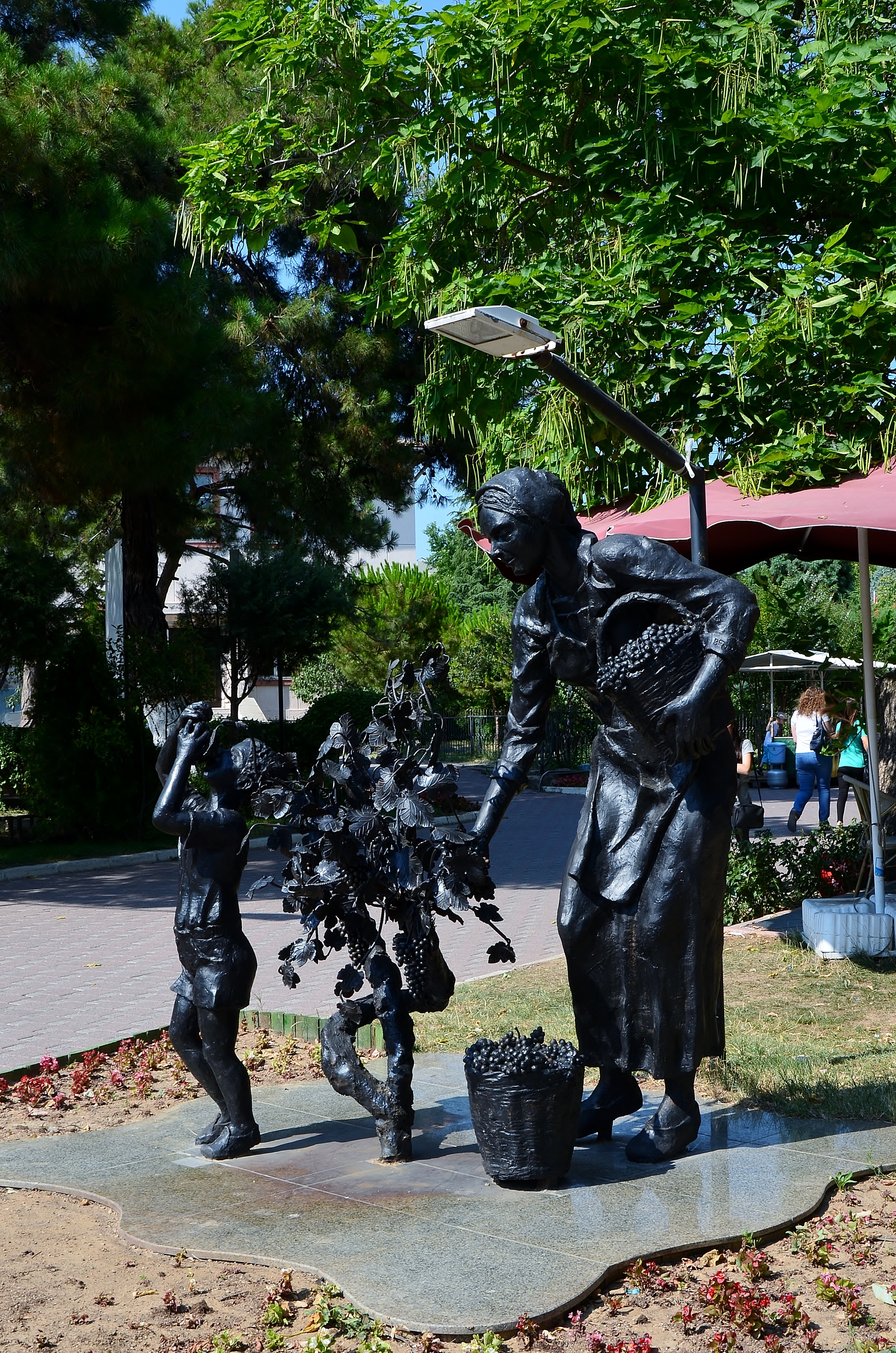
مجسمه زن برداشت انگور با فرزند در مرکز شهر کیرکلارلی.

استان قرقلرایلی منطقه مهمی برای کشت انگور و شراب‌سازی است. شربتی به نام «هاردالیه» که از انگور، برگ گیلاس و دانه خردل تهیه می‌شود، نوشیدنی غیرالکلی مخصوص این منطقه است.

## جاذبه‌های محلی
غار دوپنیسا یک جاذبه طبیعی معروف و یک سازند زمین‌شناسی منحصر به فرد در داخل مرزهای استان در شمال است. ساحل ۶۰ کیلومتری در امتداد دریای سیاه یکی از بکرترین و توسعه نیافته‌ترین سواحل در کل ترکیه را در خود جای داده‌است. دو منطقه حفاظت شده طبیعی در امتداد ساحل وجود دارد به نام‌های منطقه حفاظت شده طبیعی Saka Gölü (دریاچه ساکا) در شمال و منطقه حفاظت شده طبیعی کاساتورا کورفیزی (خلیج کاساتورا) در جنوب. این سایت‌ها با اکوسیستم‌های دست نخورده خود که چندین گونه گیاهی و جانوری در حال انقراض و بومی را در خود جای داده‌اند، منحصربه‌فرد هستند.

## شهرستان‌ها

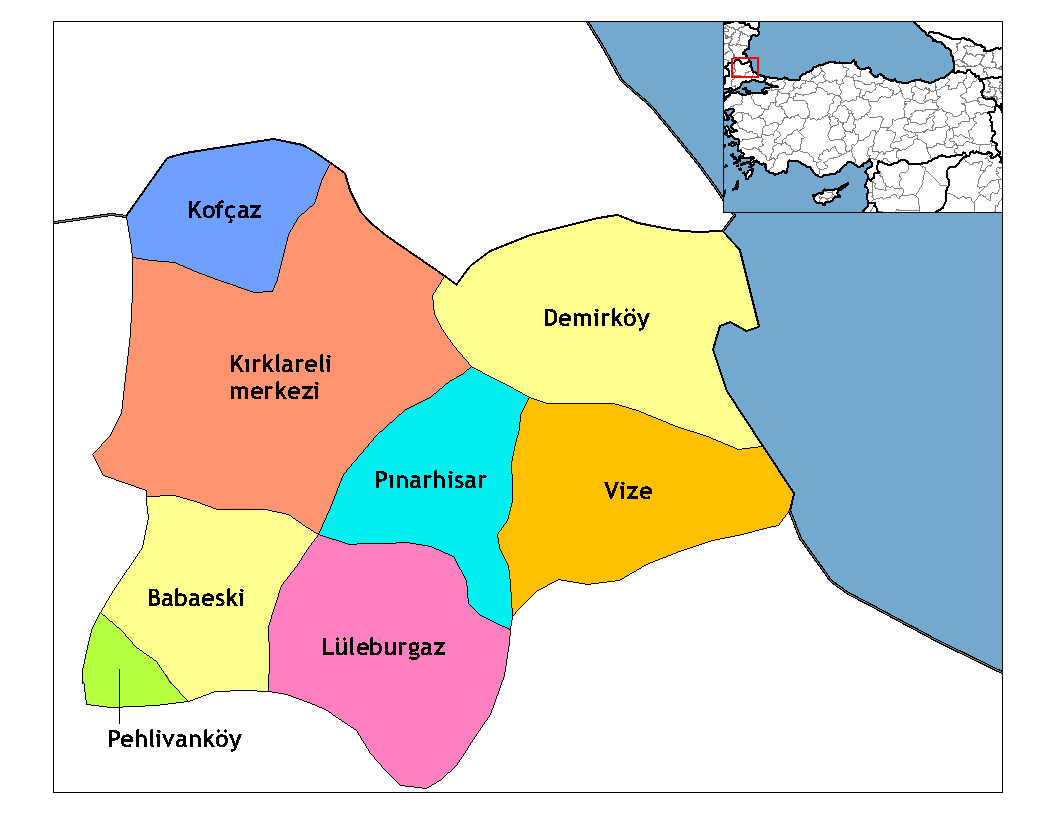
بخش‌های استان قرقلرایلی

استان قرقلرایلی به هشت ناحیه (منطقه مرکزی به صورت پررنگ) تقسیم می‌شود:
- بابااسکی
- دمیرکوی
- قرقلرایلی
- کوفچاز
- لوله‌بورگاس
- پهلوان‌کوی
- پینارحصار
- ویزاه

## شهرهای خواهرخوانده

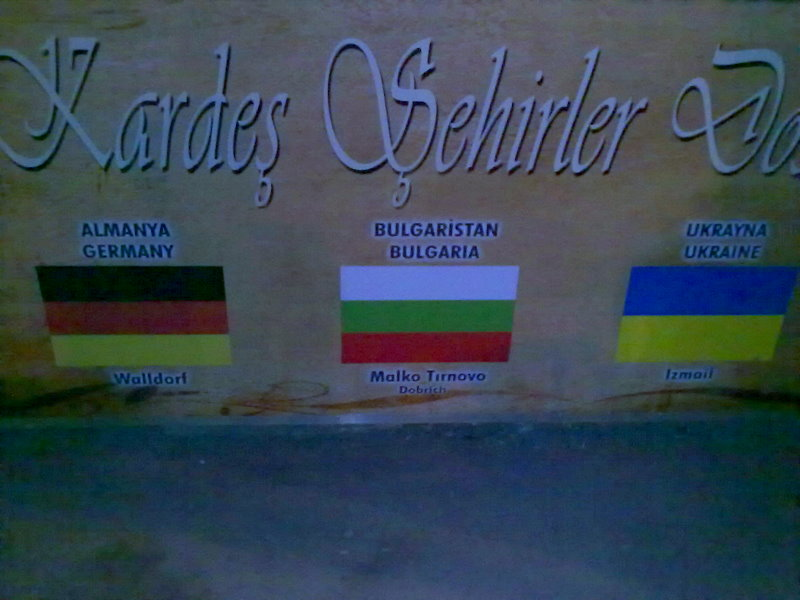
شهرهای خواهرخوانده

قرقلرایلی با:
- والدورف، آلمان
- دوبریچ، بلغارستان
- ایزمائیل، اوکراین